# Acclamatio
Acclamatio (łac. ad 'do, z' i clamo 'wołam') – okrzyk wyrażający aprobatę, uznanie w sposób publiczny dla poszczególnych obywateli przez zebranych przy szczególnych okazjach. Najczęściej okrzyk ten połączony był z oklaskami.
W zależności od okoliczności, w jakich wyrażano acclamatio, można wyróżnić:
- talassio lub io Hymen Hymenaee – przy okazji zaślubin,
- io triumphe – z okazji triumfu,
- bene, festive, praeclare – okazywane podczas przemowy mówców.

W armii rzymskiej poprzez okrzyk żołnierze wyrażali radość z okazji wyboru nowego imperatora dla zwycięskiego wodza.
W teatrze obywatele wznosili okrzyki na cześć przebywających tam znanych i wybitnych obywateli. W skrajnych przypadkach okrzyki acclamatio mogły stanowić oznakę niezadowolenia.